# Конструктивна географія
Конструкти́вна геогра́фія — напрямок в географії, який має вирішувати проблеми раціонального перетворення і розвитку природних, і господарських комплексів, розміщення населення тощо. Конструктивна географія тісно змикається з географічним прогнозом. Її синонімами, також не дуже вдалими, могли б бути «антропогенне ландшафтнознавство», «прогнозна географія», «перспективне ландшафтознавство», «футургеографія» (географія майбутнього.

## Положення, закладені засновником конструктивної географії — Герасимовим
Ініціатива виділення особливого напряму, названого конструктивною географією, належить І. П. Герасимову.
Інокентій Петрович Герасимов (1905–1985), академік, тривалий час, з 1951 р. і до смерті, очолював Інститут географії Академії наук, був неформальним лідером російських географів, представляв географічну науку СРСР в Міжнародному географічному союзі, був генератором багатьох ідей і наукових проектів. У 1966 р. він виступив зі статтею «Конструктивна географія: цілі, методи, результати», потім передрукованою в його монографії «Советская конструктивная география» (1976).
Теоретичне обґрунтування нового напрямку, на думку Герасимова, було пов'язано з переходом географії від описово-пояснювальної методології до нової -конструктивно-перетворювальної. Розвиток суспільства в епоху науково-технічної революції поставив перед географією нові завдання більш тісної участі в оптимізації довкілля та раціоналізації діяльності суспільства.
Герасимов зазначав:
|  | Географи тепер повинні охопити сферу діяльності багатьох галузей господарства, озброєних новітньою технікою, в їх загальній взаємодії, наслідки дії яких викликають зміни багатьох компонентів природи на території великих і різноманітних районів. Як правило, для вирішення таких складних сучасних практичних завдань виявляються необхідними нові теоретичні знання про вчора ще не відомі процеси і закономірності, нові наукові підходи, нові методи досліджень і нові форми видачі результатів наукових робіт. Тому конструктивно-географічні дослідження, органічно поєднуючи елементи теоретичних і практичних досліджень, виступають в нашій науці зараз як форма їх діалектичного поєднання. Вони являють собою як би міст між географічною наукою і сучасною господарською практикою. Міст, опори і конструкції якого повинні бути принципово новими і особливо міцними, надійно витримують великі навантаження, які сучасне суспільство накладає на науку як важливу продуктивну силу» (Основы конструктивной географии, 1986. С. 8) |

.
На думку І. П. Герасимова (1976. С.З), основу конструктивної географії становлять «дослідження по розробці проблем планомірного перетворення природного середовища з метою ефективного використання природних ресурсів».
Під конструктивно-географічним напрямом Герасимов розумів широкий спектр наукових робіт, які розробляють нові методи вивчення і контролю змін природних обстановок. В цьому напрямку написана багатотомна серія монографій під загальною назвою «Природні умови та природні ресурси СРСР» (1968–1972), проведені дослідження динаміки населення і розселення, процесів урбанізації і т. д. Під загальною назвою «Проблеми конструктивної географії» були видані монографії колективу авторів Інституту географії АН СРСР: «Людина, суспільство та навколишнє середу» (1973), «Теоретичні основи рекреаційної географії» (1975) і І. В. Комара «Раціональне використання природних ресурсів і ресурсні цикли» (1975). В Інституті географії Академії наук була розроблена програма і підготовлено навчальний посібник для середньої школи «Основи конструктивної географії» під редакцією І. П. Герасимова і B.C. Преображенського (1986), що складається з трьох частин: проблеми взаємодії суспільства і природи, проблеми територіальної організації виробництва і населення, прийоми і методи конструктивно-географічних робіт. Структура книги відображає широту конструктивно-географічної проблематики.

## Проблематика
Було виділено три взаємопов'язаних напрямки:
1. Розвиток теорії і розробка наукових програм планомірного перетворення природи, необхідного для ефективного використання природних ресурсів і формування на цій основі нових і реконструкції сформованих виробничо-територіальних комплексів.
2. Розробка теорії та створення регіональних моделей найраціональнішого розміщення суспільного виробництва і продуктивних сил для розвитку економіки країни та її великих територіальних підрозділів.
3. Вивчення закономірностей розселення населення і розвитку населених пунктів у різних географічних умовах і розробка наукових програм так званого районного планування, що забезпечує найсприятливіші умови для життя людей.

Проблеми перетворення природного середовища стали об'єктом вивчення географів здавна. У конструктивно-географічному напрямку реально працювали В. В. Докучаєв, Г. Ф. Морозов, Г. М. Висоцький, А. М. Краснов, В. М. Сукачов і багато інших вчених. Але в останній третині XX століття розміри антропогенного втручання в природні комплекси стали настільки великі, що потрібні були не тільки науково вивірені обґрунтування  перетворень, що здійснювалися, створення достовірних прогнозів розвитку природно-господарських систем, але і розробка нових теоретичних концепцій, що відповідають сучасному рівню розвитку науки.
Впровадження системного аналізу, електронно-обчислювальних машин, комп'ютерної техніки, аерокосмічних методів збору інформації сприяло вдосконаленню комплексних географічних досліджень, а самих географів вводило в склад учасників вирішення регіональних і глобальних проблем.

## Конструктивна географія в Україні
Під прапором конструктивно-географічного напряму були проведені великі дослідження з обліку природно-ресурсного потенціалу, дослідження і вишукування з освоєння нових ресурсів на великій території країни, проведений значний комплекс досліджень з можливістю перекидання частини водного стоку північних річок в південні посушливі регіони країни та створення єдиної водогосподарської системи. Раптові водно-балансові зміни південних територій і морів кінця 1970-х - початку 1980-х рр., а також суспільно-політичні процеси перешкодили здійсненню масштабних перетворень.